# Calbindin
Calbindin (CALB) (genauer Calbindin-D(28k)) ist ein Protein, das Calciumionen bindet und so als Transportprotein für diese fungieren kann. Es entwickelte sich mit den Kiefermäulern und ist beim Menschen in Darm, Nieren, Inselzellen und Gehirn zu finden. Noch ist unklar, ob Calbindin über seine Rolle als Calciumpuffer hinaus weitere Funktionen besitzt.
Expression im Darm von Calbindin kann bei Hühnern (Gallus gallus) durch Vitamin-D-Gabe erhöht werden. Im Gegensatz dazu ist die Expression im Gehirn vitaminunabhängig; dort ist sie insbesondere mit Interneuronen und den Purkinje-Zellen assoziiert. Man verwendet Calbindin-Immunassays daher, um solche Zellen zu markieren. Bei Ratten war die Calbindinexpression im Gehirn abhängig von Steroidhormonen, insbesondere in weiblichen Tieren.
Das Molekül hat vier Bindungsstellen für Calcium und kann daher auch so viele Ionen transportieren. Es besitzt fünf EF-Hand-Domänen.